# İğneada

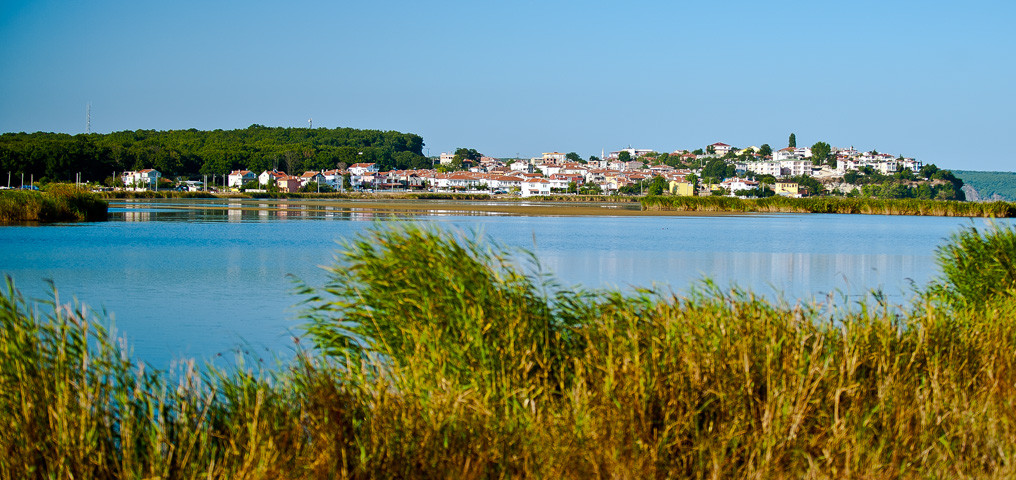
Blick auf İğneada

İğneada (thrakisch Thynias, lateinisch Thynius propontis) ist ein Ort in Ostthrakien bei Demirköy in der Provinz Kırklareli an der türkischen Schwarzmeerküste.
İğneada liegt dicht an der bulgarischen Grenze und ist geographisch durch das Yıldızgebirge (früher Thynien) vom übrigen Land abgeschnitten. Es kann nur über die Straße Edirne–Demirköy oder mit dem Boot über den im Nachbarort Limanköy gelegenen Hafen erreicht werden.
Historisch ist İğneada eine thrakische Siedlung des Stammes der Thynen, von denen sich ihr alter Name ableitet.
Mit dem Ausbruch des Ilinden-Preobraschenie-Aufstandes wurde İğneada am 8. August 1903 der osmanisch-türkischen Herrschaft entrissen und Teil der kurzlebigen Strandscha-Republik. Nach dem Aufstand wurde İğneada erneut osmanisch.
Bis 1913 wohnten hier noch Bulgaren, die jedoch im Zweiten Balkankrieg vertrieben wurden (siehe Thrakische Bulgaren). An ihrer Stelle wurden nach 1913 Balkantürken und andere muslimische Ethnien des Balkans, die als Muhacir bezeichnet werden, angesiedelt.
Das Schwarze Meer ist wegen seiner starken Strömungen hier etwas gefährlich. Im Hinterland gibt es ausgedehnte Wälder.
Der am 13. November 2007 gegründete İğneada-Auwald-Nationalpark ist 3155 Hektar groß und wurde um İğneada, entlang der Schwarzmeerküste und einiger Bäche, die am Mündungsgebiet eine Auwaldlandschaft bilden, errichtet.